# 加布里埃萊·德蒂
加布里埃萊·德蒂（義大利語：Gabriele Detti，1994年8月29日—），意大利男子游泳運動員。他代表意大利參加了2012年和2016年奧運會的游泳比賽。並在2016年的奧運比賽男子400公尺自由式和男子1500公尺自由式都拿下銅牌。